# Le Direktør
Pour plus de détails, voir Fiche technique et Distribution.
Le Direktør (Direktøren for det hele) est un long métrage franco-germano-italo-islando-suédo-danois réalisé par Lars von Trier et sorti en 2006.
Le film suit Ravn qui a monté une entreprise d'informatique. Pour éviter d'avoir à justifier des décisions impopulaires, il a inventé un mystérieux directeur dont il ne serait que l'exécutant. Les choses se corsent lorsque l'entreprise doit être vendue ; Ravn fait alors appel à un acteur pour jouer le rôle du directeur.

## Synopsis
Ravn (Peter Gantzler) est un entrepreneur qui, avide d'amour et de reconnaissance, ne supporte pas de devoir assumer ses décisions. Lorsqu'il crée son entreprise avec des amis (pour laquelle il a investi en son nom propre l'argent qu'il leur a emprunté en prétextant des difficultés financières), il se fait passer pour un simple employé soumis aux ordres d'un mystérieux directeur résidant aux États-Unis dont il est chargé - contre sa volonté, prétend-il - de véhiculer les décisions impopulaires.
Décidé à vendre son entreprise (dont il demeurerait le seul employé, tous ses amis étant licenciés dans le transfert, ce qui serait pour lui l'occasion d'empocher des droits sur un système que ses amis ont développé), Ravn se trouve confronté aux limites de son système : il lui faut un directeur. Il engage donc Kristoffer (Jens Albinus), un acteur de seconde zone au chômage, pour jouer ce rôle, l'idée étant que le directeur confie les pleins pouvoirs à Ravn, son bras droit. Malheureusement, Finnur, l'acheteur islandais (Fridrik Thor Fridksson) a lu dans les sagas que « celui qui traite avec un valet ne traite avec personne » et exige donc la présence du directeur en personne pour les négociations.
Les choses deviennent un peu compliquées pour Ravn, obligé de composer avec Kristoffer. Celui-ci, jusqu'ici habitué à des rôles peu en rapport avec celui qu'on le fait jouer (il voue une véritable adoration à un certain Gambini et plus particulièrement à son « monologue du ramoneur dans la ville sans cheminées ») doit endosser la fonction du parfait salaud, le directeur, celui qui a demandé en mariage Heidi A. (Mia Lyhne) dans le seul but de l'empêcher de démissionner tout en refusant les avances de Lise (Iben Hjejle) au motif qu'il était homosexuel, qui a poussé le mari de Mette (Louise Mieritz) au suicide en le licenciant et repousse depuis plus de six ans les plaintes justifiées du pauvre Jokumsen (Anders Hove (en)) dont on ignore tout sinon qu'il a été injustement floué de ses droits. Les autres employés de l'entreprise - Nalle (Henrik Prip), Gorm (Casper Christensen) et Spencer (Jean-Marc Barr) - ne sont pas mieux traités.
Kristoffer découvre avec stupéfaction que l'avocate de Finnur et de son traducteur (Benedikt Erlingsson) n'est autre que Kisser, son ex-femme (Sofie Gråbøl). La situation empire de jour en jour.

## Fiche technique
- Titre original : Direktøren for det hele (littéralement « le directeur de tous »)
- Titre français : Le Direktør
- Réalisation et scénario : Lars von Trier
- Musique : Mikkel Maltha
- Montage : Molly Marlene Stensgaard
- Production : Meta Louise Foldager, Signe Jensen et Vibeke Windeløv
- Société de production : Zentropa
- Pays de production :  Danemark,  Suède,  Islande,  France,  Allemagne et  Italie
- Langues originales : danois, islandais, anglais, russe
- Format : couleur - 35 mm - 1,85 : 1 - Dolby Digital
- Genre : comédie
- Durée : 99 minutes
- Dates de sortie :
  - Danemark : 21 septembre 2006 (première mondiale : Festival de Copenhague), 8 décembre 2006 (sortie nationale)
  - France : 28 février 2007

Le film a été tourné en Automavision, un procédé inventé par Lars van Trier. Il s'agit de contrôler la caméra (déplacement, traveling, zoom) par un programme informatique aléatoire. Les acteurs peuvent se retrouver hors champ, ou en partie coupés. Ceci induit un certain décalage avec l'action elle même. L'absence de réalisateur -ou au moins sa mise à distance- est à mettre en parallèle avec le thème du film, dans lequel le directeur se met volontairement en retrait.

## Distribution
- Jens Albinus : Kristoffer
- Peter Gantzler (V.F. : Marc Saez) : Ravn
- Fridrik Thor Fridksson : Finnur
- Benedikt Erlingsson (V.F. : Bernard Gabay) : Tolk
- Iben Hjejle : Lise
- Henrik Prip : Nalle
- Mia Lyhme : Heidi A.
- Casper Christensen : Gorm
- Louise Mieritz : Mette
- Jean-Marc Barr : Spencer
- Sofie Gråbøl (V.F. : Marion Valantine) : Kisser
- Anders Hove (en) : Jokumsen
- Lars von Trier : narrateur (non crédité)

## Adaptation
Le Direktør a été adapté au théâtre en 2017 par le metteur en scène espagnol Oscar Gómez Mata.